# Португальский булинь
Португальский булинь (от англ. Portuguese Bowline) — морской якорный двойной узел, образующий пару сообщающихся петель на ходовом конце троса. Состоит из колы́шки, обноса (как в одинарном булине), но дополненном шлагом, который более равномерно распределяет нагрузку на узел при помощи большего трения и увеличивает прочность узла. Обе петли должны быть равно нагружены. В отличие от родственных испанского и французского булиней, завязываемых на середине троса с тягой за сдвоенный коренной конец, португальский булинь завязывают на конце троса с тягой за одинарный коренной конец. Завязывают в двух вариантах — крепёжном и спасательном.
Впервые португальский булинь в качестве якорного узла был описан в книге Tratado de Apparelho do Navio, опубликованной в Лиссабоне автором Bandeira в 1896 году. К. У. Эшли наблюдал использование узла в порту Нью-Бедфорда. В крепёжном варианте петли — объединены вместе и параллельны коренному концу троса. Использовали для надёжного крепления якоря лодки.
В качестве спасательного якорный узел описал американец Феликс Райзенберг (Felix Riesenberg) в своей первой книге Under Sail в 1915 году, а также в своей второй книге Standard Seamanship в 1922 году под названием French Bowline. Он упоминал об узле как о беседке, завязываемой в чрезвычайной ситуации, когда одна из петель делается в два раза меньше другой, при этом в одной петле человек сидит, а другая петля обхватывает его туловище подмышками.
В спасательном варианте петли — отделены и перпендикулярны коренному концу троса так, что позволяют просунуть ноги спасаемому человеку, и если человек был ещё в сознании, то держался за коренной конец троса, а если человек был уже без сознания, то дополнительно оборачивали грудь вокруг подмышек полуштыком, который делали коренным концом троса.
Разновидности узла с параллельными петлями и разнесёнными — кардинально отличаются друг от друга. Если узел с параллельными петлями при затягивании одной из петель сохраняет свою надёжность, то узел с разнесёнными петлями при затягивании одной из петель развязывается полностью, наподобие удавки.

## Способ завязывания
Существуют две разновидности узла — крепёжный (петли — соединены вместе для крепления за якорный рым) и спасательный (петли — раздельны для каждой ноги спасаемого).
Спасательный вариант

1-й способ (ввязывания спасающим верёвки вокруг ног спасаемого)
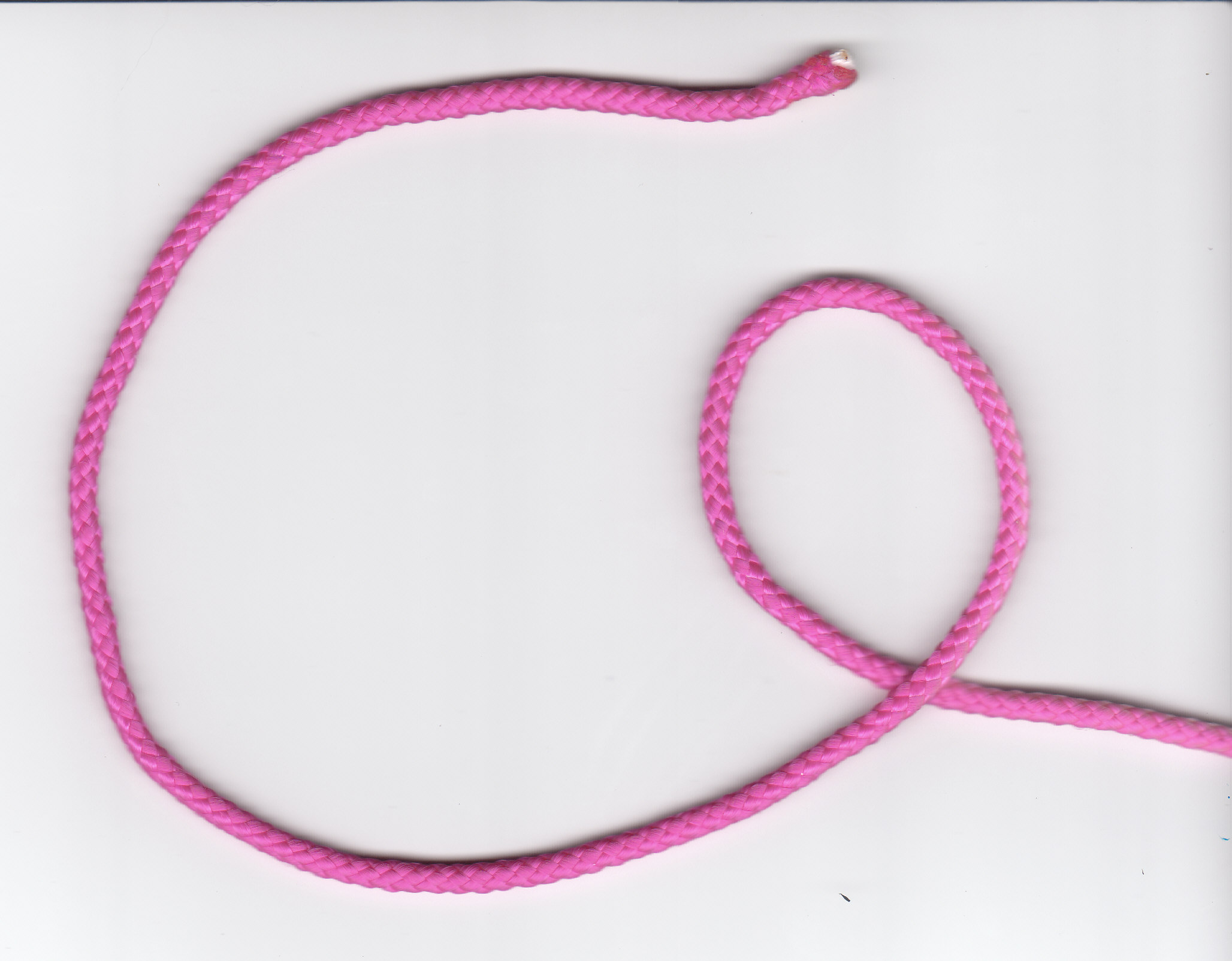
1. Сделать колы́шку на ходовом конце троса.
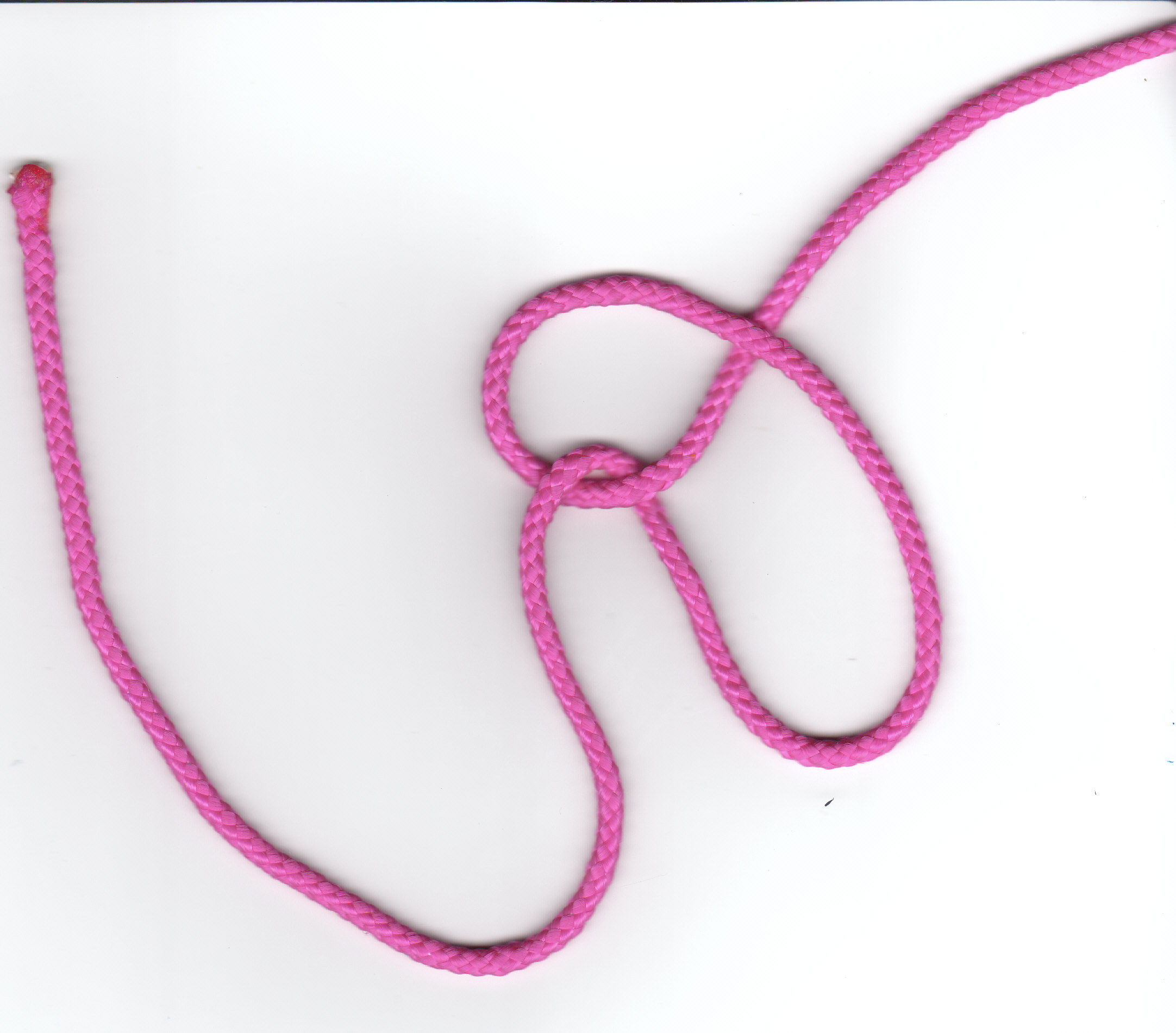
2. Вдеть ходовой конец троса в колышку первый раз, образуя первую петлю.
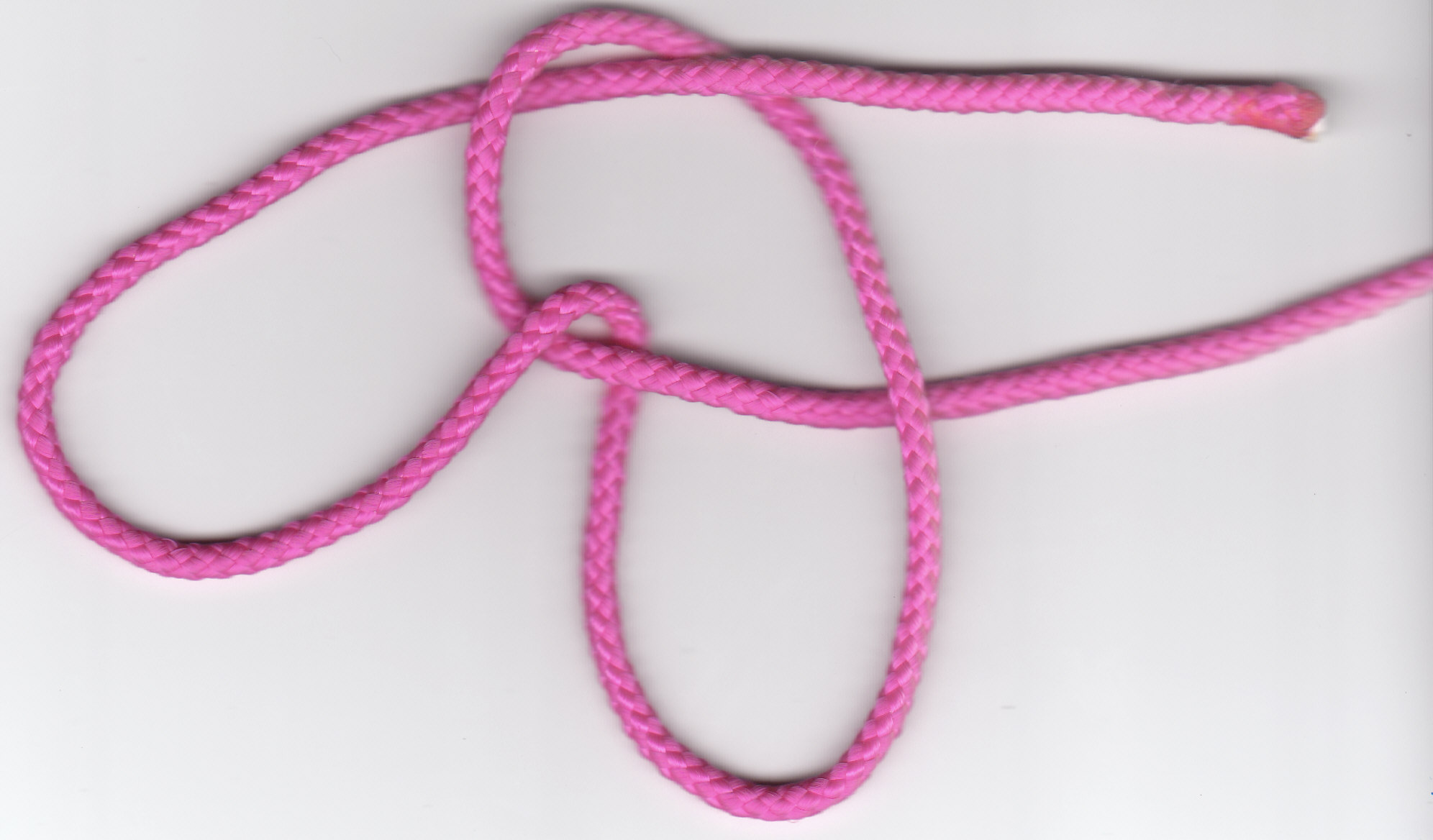
3. Сделать вторую петлю и вдеть ходовой конец троса в колышку второй раз.
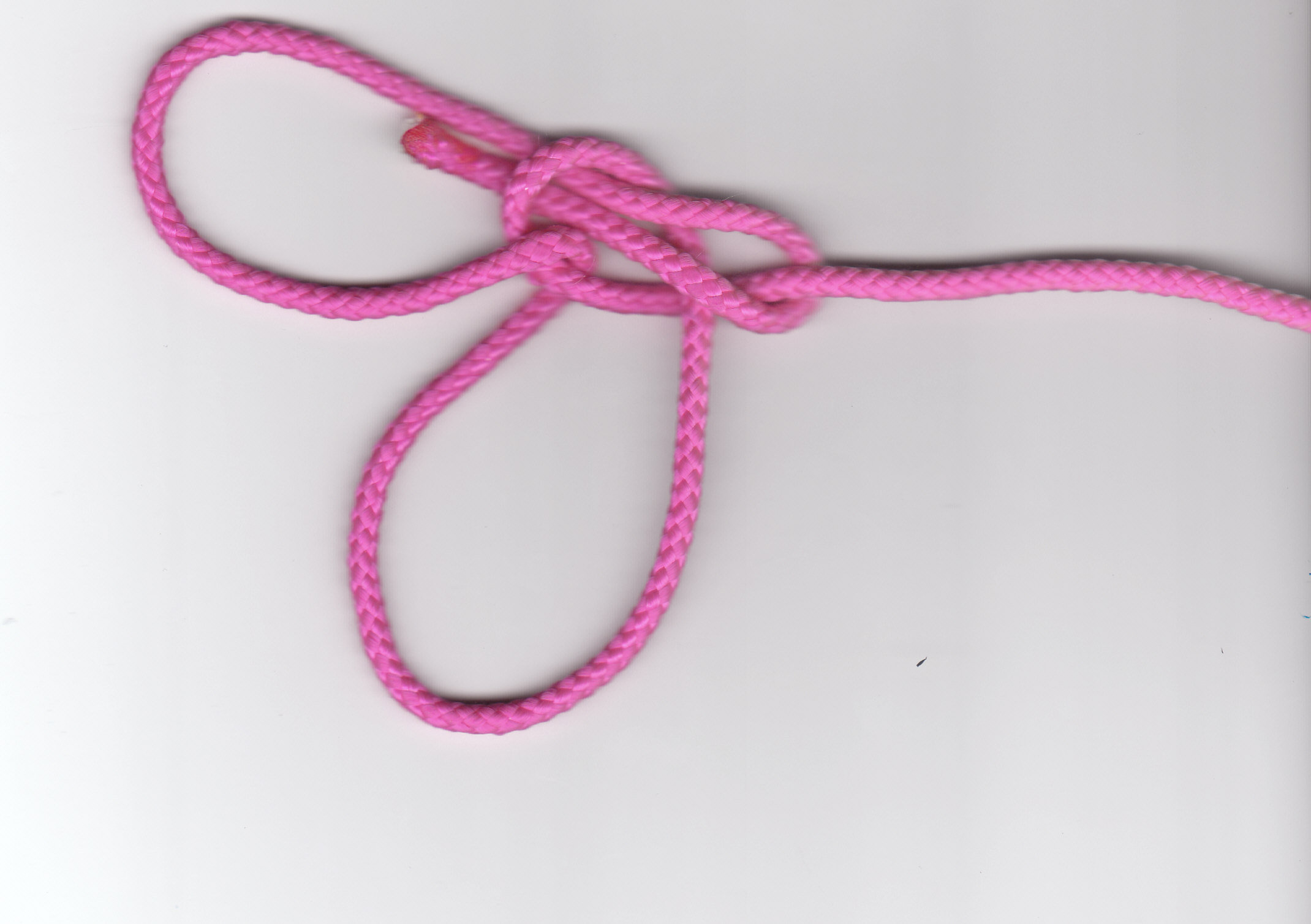
4. Обернуть коренной конец троса ходовым и вставить в колышку третий раз.
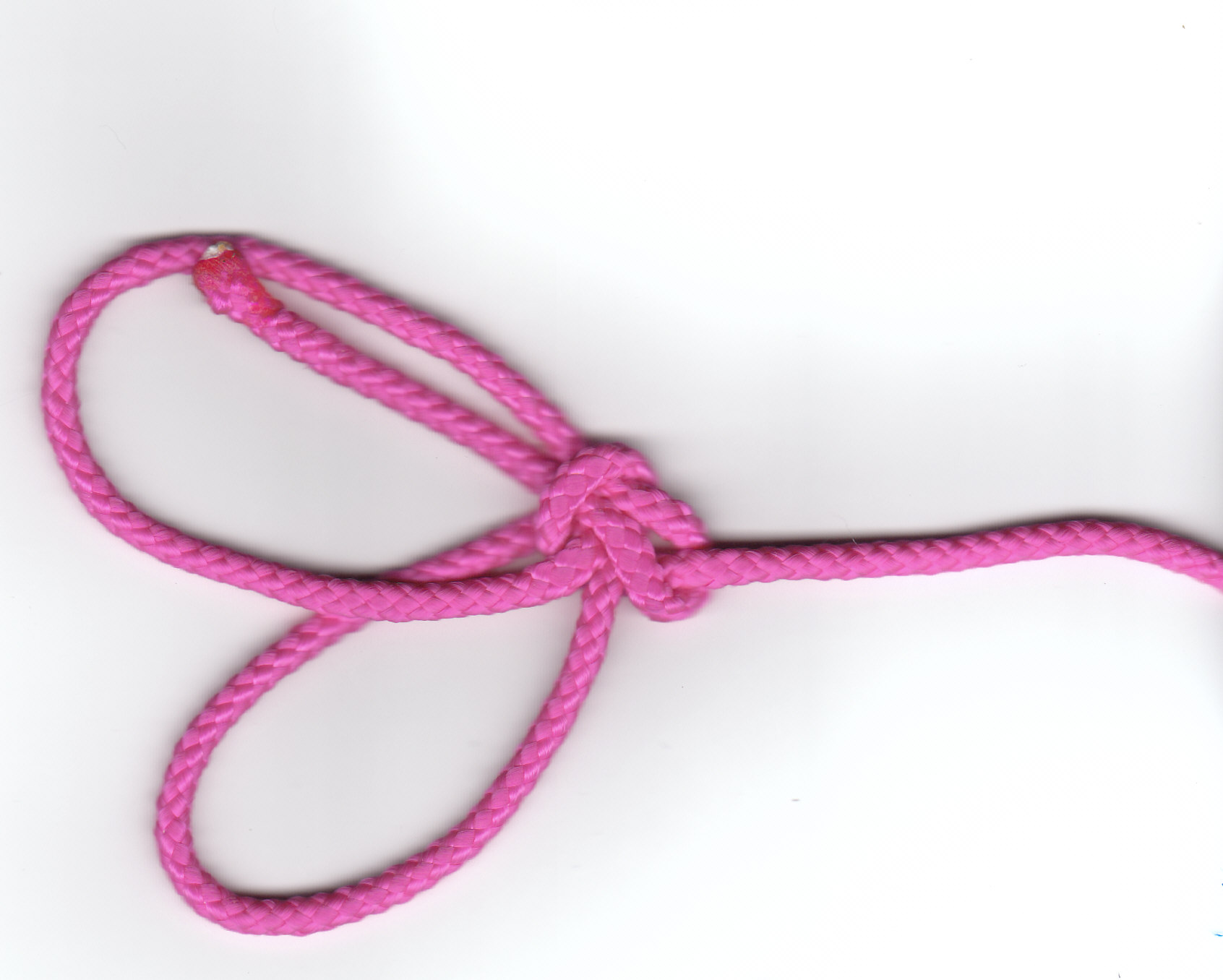
5. Затянутый узел.

2-й способ
Также возможен способ завязывания на столе на начальном этапе обучения завязыванию узла, разновидность узла с разнесёнными петлями:
1. Сложить конец троса пополам, образовав закрытую петлю, и наложить на коренной конец троса влево, образовав колышку.
2. Вдеть ходовой конец троса в колышку снизу, обернуть коренной конец, и вдеть ходовой конец в колышку сверху.
3. Затянуть. Используют для вдевания ног в петли.

3-й способ
Разновидность якорного узла с параллельными петлями, когда в одной петле спасаемый сидит, а другая обхватывает спину:
1. Сделать шлаг ходовым концом троса вокруг ладони левой руки.
2. Сделать колышку на коренном конце троса.
3. Вставить ходовой конец троса в колышку, обнести коренной конец, вернуть обратно в колышку и затянуть. Используют для накидывания двойной петли на что-либо.

Крепёжный вариант
1-й способ
Используют для ввязывания в якорный рым, петли узла — параллельны.
1. Сделать колышку на коренном конце троса.
2. Сделать шлаг ходовым концом троса на якорном рыме.
3. Вставить ходовой конец троса в колышку сверху, обернуть коренной конец, вставить в колышку обратно и затянуть.

2-й способ
Используют для ввязывания в рым, петли узла — разнесены.
1. Сделать колышку на коренном конце троса.
2. Обнести рым ходовым концом троса по одну сторону от колышки и обнести рым по другую сторону.
3. Вставить ходовой конец троса в колышку сверху, обернуть коренной конец, вставить в колышку обратно и затянуть.

3-й способ
Способ завязывания, используемый американскими спасателями для подвеса носилок, который позволяет приблизительно равномерно распределить нагрузку в узле:
1. Протянуть ходовой конец верёвки сквозь два крюка носилок на их одной стороне, и вытянуть середину верёвки так, чтобы в начале завязывания узла в руке оказалась петля с двумя концами, образовав петлю на одном крюке и петлю на другом.
2. Сделать колышку на коренном конце верёвки, обнести вокруг петли, положить на коренной конец, образовав сваечный узел.
3. Вставить ходовой конец верёвки в сваечный узел и затянуть (завязав контрольный узел).

## Признаки
Плюсы
- Сравнительно легко развязывать после приложенной нагрузки
- Одну петлю возможно удлинять или укорачивать за счёт удлинения или укорочения другой[6]

Минусы
- Сложно завязывать
- Должны быть задействованы обе петли, которые также должны быть равно нагружаемы
- Необходима схватка ходовым концом троса за коренной
- Несколько способов завязывания
- Легко ошибиться при завязывании

## Применение
В морском деле
- Для спуска-подъёма матроса на мачту[4]
- Для подвеса беседки за борт корабля[6][2]
- Крепление якоря маломерного парусника или лодки[5]

При спасательных работах
- Подвес носилок

## Булини
- Беседочный узел
- Голландский булинь
- Полуторный булинь
- Водный булинь
- Двойной булинь
- Бегущий булинь
- Два встречных беседочных узла[фр.]
- Двойной беседочный узел
- Тройной булинь[англ.]
- Встречный булинь
- Двойной беседочный узел
- Португальский булинь
- Испанский булинь
- Казачий узел
- Калмыцкий узел
- Эскимосский булинь
- Односторонняя восьмёрка